# Mike Carlin
Michael „Mike“ Carlin (* 6. Oktober 1958) ist ein US-amerikanischer Comicautor und Verlagsredakteur.

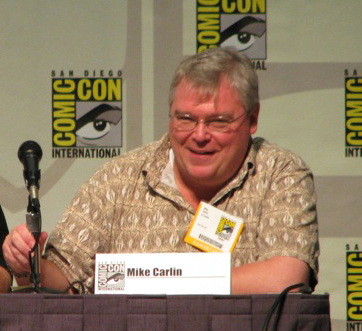
Mike Carlin bei der San Diego Comic Con 2007

## Leben und Arbeit
Carlin begann in den 1970er Jahren als Redakteur für diverse US-amerikanische Verlage zu arbeiten. In diesem Zusammenhang war er mit der redaktionellen Betreuung diverser Zeitschriften und Comics betraut, bevor er sich in den frühen 1980er endgültig zugunsten seiner Tätigkeit in der Comicbranche entschied.
Für den Verlag Marvel Comics verdingte er sich bald darauf auch erstmals künstlerisch in Form von Arbeiten als Autor und Zeichner von Geschichten für die humoristische Zeitschrift Crazy Magazine, bevor er als Assistanteditor zum Assistenten des Verlagsleiters von Marvel, Mark Gruenwald, befördert wurde. Nach einigen weiteren Autorenjobs – unter anderem für die Serie Captain America (1985–1986) – wechselte Carlin schließlich zu Marvels Hauptkonkurrenten, DC-Comics.
Bei DC übernahm Carlin 1986 als Nachfolger von Julius Schwartz die redaktionelle Leitung der „Superman-Abteilung“ des Verlages, die für die künstlerische Gestaltung und Koordination der Comichefte um den berühmten Comichelden vom Planeten Krypton verantwortlich ist und damit die Kontrolle über eine der wichtigsten Trademarks und Einnahmequellen des Unterhaltungskonzerns Time Warner, zu dem DC-Comics gehört, ausübt. Zu den Serien die unter Carlins Ägide erschienen zählten unter anderem Action Comics, Adventures of Superman, Superman, Superman: Man of Steel und Superman: man of Tomorrow, sowie die Spin-off-Serien Superboy, Supergirl und Steel. Zu den aufsehenerregendsten Entscheidungen die das Superman department unter Carlins Leitung fällte, zählten die Beschlüsse Superman sterben und wiederauferstehen zu lassen (1993), ihn zu verheiraten (1996) und seinen Erzfeind Lex Luthor innerhalb der Fiktion der Superman-Geschichten zum US-Präsidenten gewählt werden zu lassen. Hinzu kam die Vermarktung der Figur in Fernsehserien wie Superman: Die Abenteuer von Lois und Clark, Smallville und Superman: The animated Series, an denen Carlin – der wegen seiner weitreichenden Kontrolle der Figur in den 1990er Jahren auch den Spitznamen „The great Carlini“ trug – stets maßgeblich mitbeteiligt war.